# 하리하라
하리하라(Harihara, 산스크리트어: हरिहर)는 힌두교의 신인 비슈누(하리)와 시바(하라)의 이중적인 표현이다. 하리하라는 샹카라나라야나("샹카라"는 시바, "나라야나"는 비슈누)라고도 알려져 있다.
하리하라는 때때로 같은 궁극적 실재의 다른 측면으로서 비슈누와 시바의 통일성을 나타내는 철학적 용어로 사용되기도 한다. 다양한 신들을 하나의 원리로, "모든 존재의 하나됨"이라는 이 개념은 힌두 철학의 불이일원론 학파 문헌에서 하리하라로 논의된다.
이미지의 한 절반은 비슈누, 다른 절반은 시바를 나타내는 하리하라의 가장 초기의 조각상 중 일부는 6세기 바다미 석굴 사원의 석굴 1과 석굴 3과 같이 인도에 현존하는 석굴 사원에서 발견된다.

## 개념

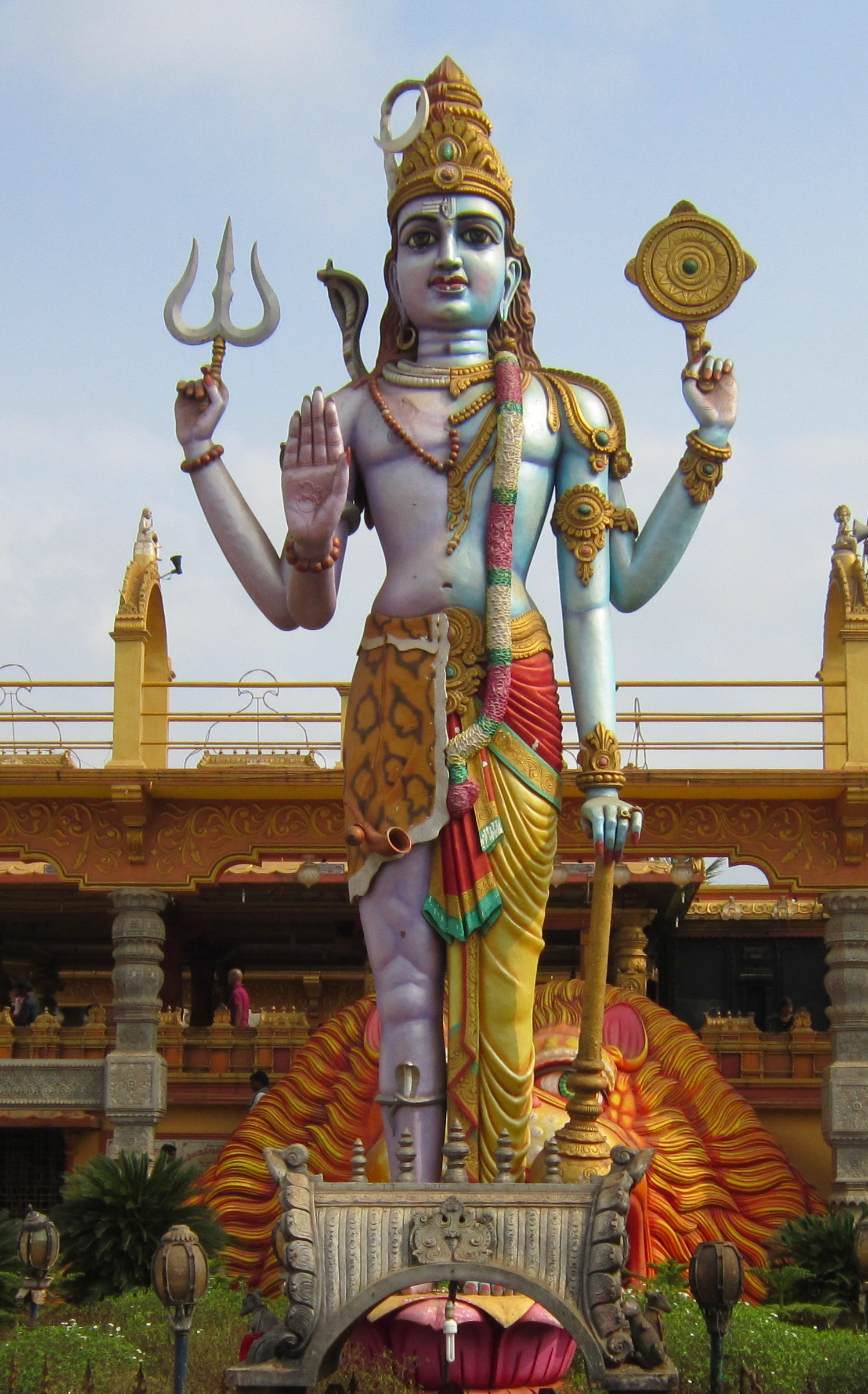
비슈누 (수다르샤나차크라를 들고 있음)와 시바 (더 밝은 색의 절반, 호랑이 가죽을 입고 트리슐라를 들고 있음)가 하나의 하리하라 무르티로 결합되어 있으며, 때로는 시바케사와드와 "하리야다무르티"라고도 불린다.

힌두교의 다양성은 다양한 신념과 전통을 장려하며, 이 중 두 가지 중요하고 큰 전통은 비슈누와 시바와 관련이 있다. 일부 학파는 비슈누(라마와 크리슈나와 같은 그의 관련 아바타라 포함)를 최고신으로, 다른 학파는 시바(마하데바와 파슈파타와 같은 그의 다른 아바타라 포함)를 최고신으로 삼는다. 푸라나와 다양한 힌두교 전통은 시바와 비슈누를 모두 하나의 브라흐만의 다른 측면으로 간주한다. 하리하라는 이 아이디어의 상징적인 표현이다. 아르다나리슈바라 또는 나라나리라고 불리는 유사한 개념은 남성 신과 여성 신을 힌두교에서 하나이자 동등한 표현으로 융합한다.
어떤 경전(및 번역)을 인용하느냐에 따라, 각기 다른 주장을 뒷받침하는 증거가 존재한다. 대부분의 경우, 한 인격이 다른 인격보다 우월하다고 여겨지더라도, 다른 신의 숭배자들로부터 비슈누와 시바 모두에게 많은 존경이 표해진다 (즉, 시바는 오직 비슈누만을 숭배하는 비슈누 신자들에 의해 일반적인 지바의 수준을 넘어 '비슈누 신자들 중 가장 위대한 존재'로 여겨진다).
스와미나라얀은 비슈누와 시바가 같은 신의 다른 측면이라고 주장한다.

## 전설
하리하라에 대한 가장 초기의 언급은 아마도 하리밤사의 비슈누 파르바에서 발견될 것이며, 여기서 마르칸데야가 이 존재에 대해 논한다.
한 전설에 따르면, 비슈누가 모히니라는 요녀의 모습으로 시바 앞에 나타났을 때, 시바는 그녀에게 홀려 그녀를 포옹하려 했다. 이때 모히니는 비슈누의 본래 모습으로 돌아왔고, 이 두 신은 하리하라라는 하나의 존재로 융합되었다.
스칸다 푸라나에 따르면, 시바의 헌신자들은 자신들의 신의 우위에 대해 비슈누의 헌신자들과 논쟁을 벌였다. 이 문제를 해결하기 위해 시바와 비슈누는 하나의 존재인 하리하라로 합쳐졌다.

## 묘사
하리하라는 예술에서 중간을 갈라 한쪽은 시바, 다른 한쪽은 비슈누를 나타내는 모습으로 묘사된다. 시바 쪽은 머리에 높이 쌓아 올린 요가 스승의 헝클어진 머리카락을 가졌고 때로는 가장 존경받는 고행자에게만 허용되는 호랑이 가죽을 입고 있다. 시바의 창백한 피부는 고행자로서의 역할에서 재로 뒤덮인 것으로 해석될 수 있다. 비슈누 쪽은 높은 왕관과 다른 장신구를 착용하여 세계 질서를 유지하는 책임을 나타낸다. 비슈누의 검은 피부는 신성함을 상징한다. 대체로 이러한 차이점은 고행자에게서 겸손한 종교적 영향과 왕이나 가장에게서 권위 있는 세속적 권력이라는 이중성을 나타낸다. 그러나 다른 측면에서 시바는 또한 가장의 권위적인 지위를 취하기도 하는데, 이는 하리하라 현현에서 묘사된 고행자의 지위와 직접적으로 상반되는 위치이다.
하리하라는 남아시아와 동남아시아 전역의 사원 도상학의 일부였으며, 다음 표에 일부 삽화가 나열되어 있다. 일부 주에서는 하리하라 개념이 다른 이름과 그 자손을 통해 나타난다.
| 사원 이름                         | 위치             | 하리하라 무르티 날짜              | 참고           |
| --------------------------------- | ---------------- | --------------------------------- | -------------- |
| 바다미 동굴 사원                  | 카르나타카주     | 6세기                             | [ 14 ]         |
| 다르마라자 라타                   | 타밀나두주       | 7세기                             | [ 15 ]         |
| 스리 랑가나타 페루말 사원, 나마칼 | 타밀나두주       | 6세기~8세기                       | [ 16 ]         |
| 비라시니 사원                     | 마디아프라데시주 |                                   |                |
| 하리하레슈와라 사원               | 카르나타카주     | 13세기                            | [ 17 ]         |
| 오시안 사원                       | 라자스탄주       | 8세기 2개, 9세기 1개              | [ 18 ] [ 19 ]  |
| 데오파니 사원                     | 아삼주           | 9세기, 10세기 2개                 | [ 20 ]         |
| 묵테스와라 사원                   | 오디샤주         | 9세기~10세기 CE                   |                |
| 사우갈-톨 사원                    | 네팔             | 조각상: 6세기 사원: 12세기~16세기 | [ 21 ]         |
| 푸란디 사원                       | 네팔             | 11세기                            | [ 22 ]         |
| 프라사트 안데트                   | 캄보디아         | 7세기 후반~ 8세기 초반            | [ 23 ] [ 24 ]  |
| 찬디 심핑                         | 인도네시아       | 13세기 또는 14세기                | [ 25 ]         |
| 바이즈나트 사원                   | 히마찰프라데시주 | 13세기                            | [ 26 ]         |
| 하리하르나트 사원                 | 비하르주         | 정확한 날짜는 알려지지 않음.      | 손푸르, 비하르 |

## 같이 보기
- 아르다나리슈바라
- 바이쿤타 카말라자